# Анаэробная инфекция
Анаэробная инфекция — тяжёлая токсическая раневая инфекция, вызванная анаэробными микроорганизмами, с преимущественным поражением соединительной и мышечной ткани.
Анаэробный этиологический агент делят на три вида:
- Классическая клостридиальная
- Неклостридиальные
- Гнилостная

Анаэробная инфекция часто встречается при огнестрельных, загрязнённых, размозжённых ранах, а также при ранениях полых органов брюшной полости (напр. толстой кишки).

## Анаэробная клостридиальная инфекция

### Этиология
Классический клостридиальный этиологический агент — спорообразующий облигатный анаэроб — может длительно сохранять жизнеспособность в споровой форме при наличии кислорода, развивается только в анаэробных условиях. Продукты метаболизма микроорганизмов такого рода быстро формируют из аэробной анаэробную среду, приемлемую для прорастания спор в вегетативные формы.
Риск заражения клостридиальной микрофлорой повышается на загрязненных почвах с низкой аэрацией, илистых или заболоченных почвах.
Возбудители:
- Clostridium perfringens (44-50 %)
- Clostridium oedematiens (15-50 %)
- Clostridium histolyticum (2-6 %)
- Clostridium septicum (10-30 %)

К анаэробной инфекции не относят , ботулизм и пищевые токсикоинфекции Clostridium difficile, несмотря на то, что они вызываются клостридиями.

### Клиническая картина
Сильные распирающие боли в области раны. Скудное отделяемое вокруг раны, кожа цианотична. Клетчатка отечна. Мышцы имеют вид "варенного мяса". Выпирают из раневого дефекта. Быстрое нарастание отека вокруг. 

## Анаэробная неклостридиальная инфекция
Неклостридиальные инфекционные агенты погибают в течение 1-2 часов контакта с кислородом и его активными формами.

### Этиология
Возбудители:
- Грамположительные:
  - Peptococcus spp.
  - Propionibacterium spp.
  - Eubacterium spp.

- Грамотрицательные:
  - Bacteroides spp.
  - Fusobacterium spp.

### Клиническая картина
Анаэробная неклостридиальная инфекция клинически протекает в форме флегмоны. Обычно это обширные поражения подкожной жировой клетчатки (целлюлит), мышц (миозит) и мышечных футляров (фасцит). Особенностью процесса можно назвать разлитой характер, его прогрессирование несмотря на проводимые радикальные лечебные мероприятия.
К общей симптоматике относится слабость, субфебрилитет, иногда анемия, значительная общая интоксикация.
Наиболее распространнеными возбудителями гнилостной инфекции являются кишечная палочка, вульгарный протеи, стрептококковая флора, находящиеся в ране в ассоциации с другими микроорганизмами.

### Лечение
Компонентами лечения являются:
- Срочная радикальная хирургическая обработка, с иссечением некротизированных тканей
- Антибактериальная терапия
- Детоксикационная терапия (с применением средств экстракорпоральной детоксикации)
- Иммунотерапия (переливание плазмы, препаратов иммуноглобуллинов и др.)

- К необязательным компонентам лечения можно отнести оксигенобаротерапию (Meyers. R с соавт., 1982) и озонотерапию, использование препаратов оксигенированного перфторана в сочетании с ультразвуком.

### Прогноз
Прогноз во многом зависит от локализации инфекции, тяжести протекания инфекционного процесса, своевременности и адекватности лечения, общего состояния организма, однако, в целом остаётся серьёзным. По разным данным, летальность составляет от 25 до 70%.